# Julio Ortiz de Zárate
Julio Ortiz de Zárate Pinto (Santiago de Chile; 12 de abril de 1885 - íb.; 13 de junio de 1946) fue un pintor y escultor chileno de las vanguardias.

## Biografía
Miembro de una distinguida familia de la nobleza española, hijo del compositor Eleodoro Ortiz de Zárate y de Matilde Pinto Benavente.
Entre 1904 y 1905 fue fundador de la Colonia Tolstoyana, junto a  Augusto D'Halmar y Fernando Santiván; cenáculo de jóvenes artistas, instalados en una casa del pueblo de San Bernardo perteneciente a Manuel Magallanes Moure.
Cursó estudios en la Escuela de Minas y en la Facultad de Bellas Artes de Santiago, donde recibió el magisterio de Pedro Lira y de Fernando Álvarez de Sotomayor.
Se le engloba dentro de la generación del 1913 y del grupo de los 10 y del grupo Montparnasse.
Introdujo en Chile las vanguardias. Sus composiciones más destacadas son bodegones y sus still lives.
. Frecuentó los círculos intelectuales de la época, siendo cercano a Pablo Neruda. En 1919 viajó por España, Francia y Bélgica, retornando en 1922 con su hermano Manuel Ortiz de Zárate, también pintor. En París recibió el influjo del cubismo y de la abstracción.
En los años 30 participó en la Nueva Acción Pública, organización que en 1933 pasó a constituir el Partido Socialista de Chile.
Entre 1939 y 1946 fue director del Museo Nacional de Bellas Artes de Chile.

## Obras
- Impresión de Color
- Autorretrato
- Marina
- Naturaleza Muerta, Collage
- Naturaleza Muerta
- Los Dibujantes